# Orthezia maroccana
Orthezia maroccana är en insektsart som beskrevs av Ferenc Kozár och Konczné Benedicty in Kozár 2004. Orthezia maroccana ingår i släktet Orthezia och familjen vaxsköldlöss. Inga underarter finns listade i Catalogue of Life.